# Bereguardo
Bereguardo je italská obec v provincii Pavia v oblasti Lombardie.
V roce 2013 zde žilo 2 694 obyvatel.

## Sousední obce
Borgo San Siro, Motta Visconti, Torre d'Isola, Trivolzio, Trovo, Vigevano, Zerbolò

## Vývoj počtu obyvatel
Zdroj: 